# Dolma

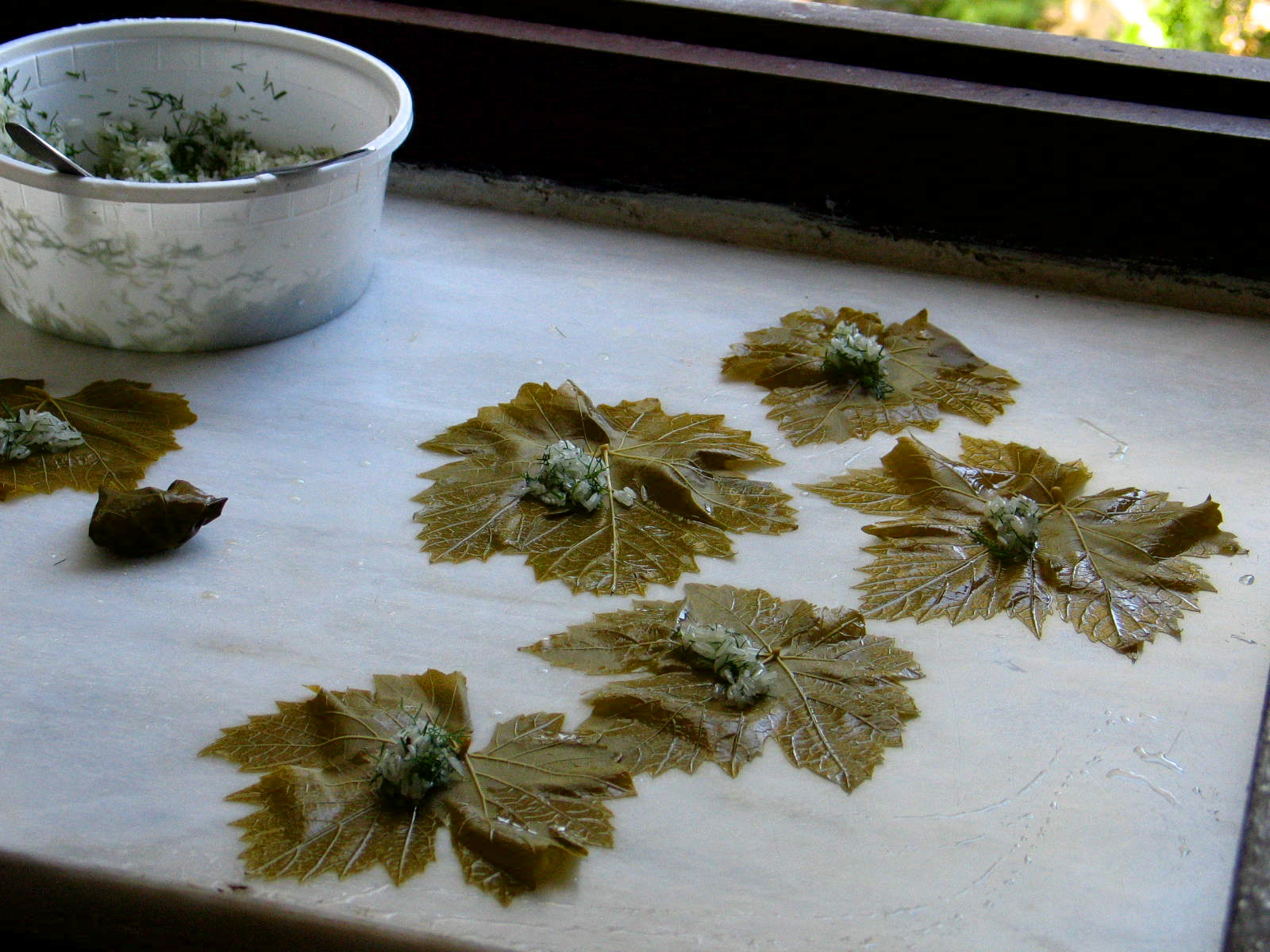
Preparando dolmas extendidas sobre la mesa con parte de su contenido, solo falta enrollarlas'.

Los dolmas (en turco, «rellenos») son una familia de preparaciones culinarias de Turquía, los Balcanes, el sur del Cáucaso, y otras regiones de Oriente Medio y Asia central que consisten en hortalizas y otros vegetales rellenos. Los dolmas tienen su origen en la gastronomía otomana, y en la actualidad se sirve en todos aquellos países que formaron parte del área de influencia del Imperio otomano. 
Son populares las hojas de parra rellenas, a veces llamadas sarma, y también se rellenan berenjenas, calabacines, calabazas puntiagudas, cebollas, coles, flores de calabaza, higos, tomates, pimientos... etc. El relleno puede ser vegetariano o con carne; Los dolmas con carne (generalmente carne picada y especias) se sirven calientes y se acompañan de tahina o avgolemono; en cambio, los dolmas vegetarianos (generalmente arroz o legumbres) se sirven fríos junto con salsa de yogur y ajo (cacık o tzatziki) o una salsa a base de zumo de limón. 
En 2017, la preparación de dolma en Azerbaiyán fue incluida en la Lista de Patrimonio Cultural Inmaterial de la UNESCO.

## Etimología
La palabra procede del verbo turco dolmak (llenarse), significando dolma además «acción de llenarse» (como anécdota, un transporte urbano, ampliamente utilizado en las grandes ciudades de Turquía es denominado dolmuş, pues sólo inicia el viaje cuanto está lleno). Es este un bocado popular en países del Mediterráneo Oriental y si bien no se conoce su origen preciso, fue ampliamente extendido a lo largo y ancho del antiguo Imperio otomano por los turcos. Dependiendo del lugar, se conoce con diferentes nombres:
- տոլմա tolma en armenio;
- Dolma en turco;
- Dolma en bosnio;
- Dolma en azerí;
- Dolmades o dolmás en griego;
- دلمه dolme en persa;
- Dolmeh en kurdo;
- Sarma en rumano y serbio;
- сарма sarma en búlgaro;
- محشي mahshi en árabe.

## Características
Las principales variaciones de esta preparación son los rellenos, que pueden distinguirse en dos categorías: rellenos de carne picada (servidos calientes) o de cualquier otra cosa (servidos fríos). En el caso de no llevar carne, los dolmades pueden ser de arroz, granos de cereal, legumbres, nueces, pasas, etc. En ambos tipologías de dolmades el zumo de limón es un saborizante de sabor ácido que realza los sabores y que aparece en el plato cuando es servido. Los dolmas cocinados sin carne picada en su interior se suelen denominar también de forma coloquial como "yalancı" (mentirosos en turco - debido a la ausencia de la carne).

## Variantes

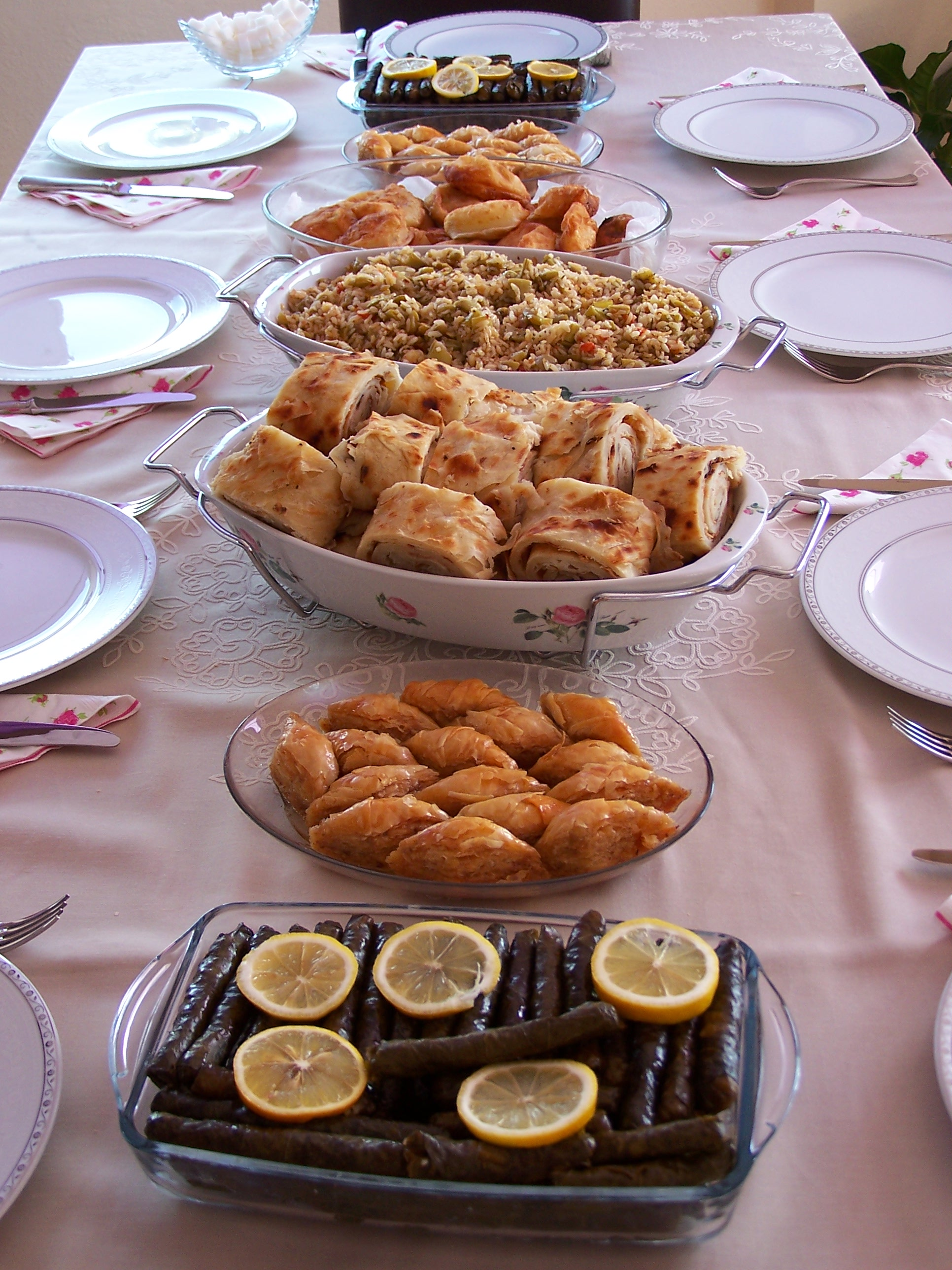
Dolmas participando en un mezze con otros ingredientes.

En Turquía existen dos principales categorías de dolmas; las que se rellenan de una mezcla de carne picada (kıyma), cebollas, arroz, aceite y algunas especias y aquellas que se rellenan con una mezcla de arroz (sin carne): arroz, aceitunas, nueces, pasas (o cualquier fruto seco), hierbas (suele ser perejil fresco y menta) algunas especias (por regla general pimienta de Jamaica, canela y pimienta negra). Los dolma de carne se comen siempre calientes; los que no llevan contenido cárnico alguno, zeytinyağlı dolma (dolma con aceite de oliva) - "yalanci dolma" (dolmas falsos), generalmente se sirven a temperatura ambiente con un meze. El Dolma con carne es un plato principal y suele servirse con yogur. A veces se vierte una leche de huevo para el yaprak sarma con carne en algunas regiones. Los tipos más comunes llevan chilli (biber dolma), berenjenas (patlican dolma), pepino (kabak dolma), ciruela (erikli dolma), berza (karalahana dolma), vid, acelgas y hojas de col (sarma), flores del pepino (çiçek dolma) o moluscos (midye dolma). Tomate, calabaza y algunas frutas como pueden ser el membrillo o manzanas. El mumbar dolması es una variante interesante del dolma que emplea los intestinos de los corderos que son rellenos de una mezcla fina de judías, en algunas regiones el arroz es reemplazado por el bulgur.
En Azerbaiyán, se incluyen en los dolma pequeños trozos de cordero (o a veces una mezcla de cordero-vaca) junto con una mezcla de puerro y arroz. Pueden estar enrollados en hojas de parra o de col, o ser el relleno de una berenjena, pimiento, tomate, manzana o membrillo. La variedad más común del dolma de Azerbaiyán es el yarpag dolmasi (dolma con hoja de parra), el kalam dolmasi (dolma con hojas de col), el badimjan dolmasi dolma con berenjena), bibar dolmasi (dolma con pimiento verde), yalanchi dolma (lit. dolma falso; ya que la carne es reemplazada por el arroz), pib dolmasi (carne picada enrollada con hojas de tilo), dali dolma (carne mezclada con arroz, lentejas, rapontica, enebro o menta y metido dentro de berenjenas), lavangi dolmasi (originario de la región del Talysh; se trata de berenjenas tipo baby baby rellenas con pescado), shirin dolma (lit. "dolma dulce"; carne mezclada con pasas, albaricoque y mosto de uva concentrado, todo ello enrollado en hojas de col). Se suele añadir leche ácida como salsa.
En la cocina armenia, se emplea carne de cordero picada junto con arroz y envuelto en hojas de parra (tpov tolma - թփով տոլմա) o ocasionalmente en hojas de col (kaghambi tolma - կաղամբի տոլմա). Este plato se condimenta con coriandro, eneldo, menta, pimienta, canela y mantequilla fundida. A veces se añaden pasas como parte de la mezcla. El yogur se emplea a menudo como salsa. Suelen ser rellenados: berenjenas,  tomates, pimientos, cebollas, membrillos, manzanas, etc.